# Vogt-komitéen
Vogt-komitéen var en norsk sprogpolitisk komite under ledelse af sprogforsker og rektor for Universitetet i Oslo professor Hans Vogt. Den var nedsat af Stortinget i 1964 for om muligt finde en løsning på den norske sprogstrid. Komiteen leverede sin endelige indstilling 23. marts 1966. Komitéen blev omtalt som "sprogfredskomitéen" og dens mandat var at foretage en helhedsvurdering af sprogsituationen i Norge, efter at myndighedernes samnorskpolitik var mislykkedes. En direkte konsekvens af komitéens arbejde var, at Norsk språknemnd blev opløst og erstattet med Norsk språkråd, hvor også riksmålsorganisationerne lod sig repræsentere.
 Der er for få eller ingen kildehenvisninger i denne artikel, hvilket er et problem. Du kan hjælpe ved at angive troværdige kilder til de påstande, som fremføres i artiklen.